# Sahagún (kommun)
Sahagún är en kommun i Spanien.   Den ligger i provinsen Provincia de León och regionen Kastilien och Leon, i den norra delen av landet, 240 km nordväst om huvudstaden Madrid. Antalet invånare är 2 811. Arean är 124 kvadratkilometer. Sahagún gränsar till Gordaliza del Pino, Calzada del Coto, Villamol, Cea, Lagartos, Moratinos, Grajal de Campos, Santervás de Campos och Melgar de Arriba. 
Terrängen i Sahagún är platt.